# (74097) 1998 QX15
(74097) 1998 QX15 – planetoida z pasa głównego planetoid okrążająca Słońce w ciągu 4,32 lat w średniej odległości 2,65 j.a. Odkryta 17 sierpnia 1998 roku.